# ガーディアンズ・オブ・ザ・ギャラクシーのメンバー一覧
ガーディアンズ・オブ・ギャラクシー（Guardians of the Galaxy）は、マーベルコミックスが出版する同名のコミック誌に登場する架空のスーパーヒーローのチームである。マーベルの主要な流れとは別世界を拠点としたオリジナルチームは『Marvel Super-Heroes』第18号（1969年1月）で初登場した。メインストリームのマーベル・ユニバースを拠点としたもうひとつのチームは『Guardians of the Galaxy』第2期第1号（2008年5月）で初登場した。

## 現代のチーム
メインストリームのマーベル・ユニバースのチームのメンバー。
アナイアラスの襲撃、ファランクスの侵略と宇宙規模の危機が立て続けに起こった後、新たな危機に対抗するため結成。
ヴァンス・アストロが次元を超えて漂流しているところを救出し、彼からチーム名を引き継いだ。
| キャラクター                   | 本名                           | 加入誌                                         | 備考                                                                                                |
| ------------------------------ | ------------------------------ | ---------------------------------------------- | --------------------------------------------------------------------------------------------------- |
| スター・ロード                 | ピーター・クィル               | Guardians of the Galaxy vol. 2 #1 (2008年7月)  | チームリーダー 地球人とスパルトイ帝国人のハーフ                                                     |
| ロケット・ラクーン             | ロケット・ラクーン             | Guardians of the Galaxy vol. 2 #1 (2008年7月)  | スター・ロード不在中は一時的にリーダーを務めた。                                                    |
| ガモーラ                       | ガモーラ                       | Guardians of the Galaxy vol. 2 #1 (2008年7月)  | サノスの養女                                                                                        |
| ドラックス・ザ・デストロイヤー | アーサー・サンプソン・ダグラス | Guardians of the Galaxy vol. 2 #1 (2008年7月)  | |
| アダム・ウォーロック           | ヒム                           | Guardians of the Galaxy vol. 2 #1 (2008年7月)  | |
| クエーサー 別名: マーター      | フィラ・ヴェル                 | Guardians of the Galaxy vol. 2 #1 (2008年7月)  | Guardians of the Galaxy vol. 2 #12 (May 2009年5月) でマーターに改名。                               |
| グルート                       | グルート                       | Guardians of the Galaxy vol. 2 #7 (2009年1月)  | Guardians of the Galaxy vol. 2 #1 (2008年7月)で苗木として登場し、再成長した後に正規メンバーとなる。 |
| マンティス                     | マンティス                     | Guardians of the Galaxy vol. 2 #7 (2009年1月)  | Guardians of the Galaxy vol. 2 #1 (2008年7月)でアドバイザーに就任し、後に正規メンバーとなる。       |
| メジャー・ヴィクトリー         | ヴァンス・アストロ             | Guardians of the Galaxy vol. 2 #7 (2009年1月)  | 平行世界のガーディアンズ・オブ・ザ・ギャラクシーのメンバーでもある。                                |
| バグ                           | バグ                           | Guardians of the Galaxy vol. 2 #7 (2009年1月)  | |
| ジャック・フラッグ             | ジャック・フラッグ             | Guardians of the Galaxy vol. 2 #9 (2009年3月)  | |
| コスモ・ザ・スペースドッグ     | コスモ                         | Guardians of the Galaxy vol. 2 #12 (2009年5月) | Guardians of the Galaxy vol. 2 #1 (2008年7月)でチームを助け、後に正式加入する。                     |
| ムーンドラゴン                 | ヘザー・ダグラス               | Guardians of the Galaxy vol. 2 #12 (2009年5月) | ドラックスとフィラ・ヴェルにより復活した。                                                          |

### マーベルNOW!
| キャラクター           | 本名                   | 加入誌                                        |
| ---------------------- | ---------------------- | --------------------------------------------- |
| アイアンマン           | トニー・スターク       | Avengers Assemble #8 (2012年10月)             |
| アンジェラ             | アンジェラ             | Guardians of the Galaxy vol. 3 #9 (2014年2月) |
| エージェント・ヴェノム | フラッシュ・トンプソン | Guardians of the Galaxy Free Comic Book Day   |
| キャプテン・マーベル   | キャロル・ダンバース   | Guardians of the Galaxy Free Comic Book Day   |

## オリジナルチーム
オリジナルであるアース691のチームのメンバー。
バドゥーンに抵抗するために結成。
| キャラクター                                              | 本名                         | 加入誌                                     | 備考                                                                 |
| --------------------------------------------------------- | ---------------------------- | ------------------------------------------ | -------------------------------------------------------------------- |
| メジャー・ヴァンス・アストロ 別名: メジャー・ヴィクトリー | ヴァンス・アストロ           | Marvel Super-Heroes #18 (1969年1月)        | チームリーダー 元アメリカの宇宙飛行士                                |
| マルティネックス                                          | マルティネックス・タイナーガ | Marvel Super-Heroes #18 (1969年1月)        | 冥王星人 右手から炎、左手から冷気を放出する能力                      |
| チャーリー27                                              | チャーリー27                 | Marvel Super-Heroes #18 (1969年1月)        | 木星人                                                               |
| ヨンドゥ・ウドンタ                                        | ヨンドゥ・ウドンタ           | Marvel Super-Heroes #18 (1969年1月)        | ケンタウルス人 弓矢などの武器の扱いに長けている                      |
| スターホーク                                              | スタカー・オゴード           | Defenders #29 (1975年11月)                 | アークトゥリアン                                                     |
| ニッキー                                                  | ニコレット・ゴールド         | Marvel Presents #4 (1976年4月)             | 水星人                                                               |
| アレタ・オゴード                                          | アレタ・オゴード             | Guardians of the Galaxy Annual #1 (1991年) | アークトゥリアン。Defenders #29 (1975年11月)で非公式メンバーとなる。 |
| ファイアロード                                            | ピレウス・キリル             | Guardians of the Galaxy #4 (1990年9月)     | 兼プロテクター・オブ・ザ・ユニバース。元ヘラルド・オブ・ギャラクタス |
| レプリカ                                                  | レプリカ                     | Guardians of the Galaxy #14 (1991年7月)    | スクラル                                                             |
| タロン                                                    | タロン                       | Guardians of the Galaxy #20 (1992年1月)    | インヒューマン                                                       |
| イエロージャケット                                        | リタ・デマラ                 | Guardians of the Galaxy #34 (1993年3月)    | 20世紀出身の人間                                                     |

### ギャラクティック・ガーディアンズ
| キャラクター                     | 本名                         | 加入誌                                | 備考                                       |
| -------------------------------- | ---------------------------- | ------------------------------------- | ------------------------------------------ |
| マティネックス                   | Martinex T'Naga              | Guardian of Galaxy Annual #2 (1992年) | ギャラクティック・ガーディアンズのリーダー |
| ファイアロード                   | ピレウス・キリル             | Guardian of Galaxy Annual #2 (1992年) |                                            |
| ハリウッド 別名: ワンダーマン    | サイモン・ウィリアムズ       | Guardian of Galaxy Annual #2 (1992年) |                                            |
| メインフレーム 別名: ビジョン    |                              | Guardian of Galaxy Annual #2 (1992年) |                                            |
| フェニックス                     | ギラウド                     | Guardian of Galaxy Annual #2 (1992年) |                                            |
| レプリカ                         |                              | Guardian of Galaxy Annual #2 (1992年) |                                            |
| スピリット・オブ・ヴェンジェンス | ウィリーダス・アウトリュコス | Guardian of Galaxy Annual #2 (1992年) |                                            |

## MCU版
本項は、“アース616”（正史の宇宙）におけるガーディアンズ・オブ・ギャラクシーを主軸に表記する。

### ガーディアンズ・オブ・ギャラクシー
銀河で様々な犯罪を重ねてきたお尋ね者やはみ出し者で結成されたヒーローチーム。地球暦2014年に、“ザンダー”や“キルン刑務所”で出会って手を組んだピーター・クイル/スター・ロードをはじめとする5名が、ロナン・ジ・アキューザーとの戦いで1組のチームとして団結。ロナンがザンダーの人々を絶望させる際に叫んだ嘲罵の中にあった“ガーディアンズ・オブ・ギャラクシー”という呼び名をチーム名に充てた。個性と灰汁が強いメンバーたちは、幾度となく揉めたりふざけ合いながらも、活動開始から数年の間に銀河でいくつもの冒険を続け、いつしか皆がチームを“家族”と認識するようになり、複数の星々でスーパーヒーローとして知られるようになった。

#### 活動拠点
ミラノ号

ベネター号

ノーウェア（Knowhere）
登場作品：『ガーディアンズ・オブ・ギャラクシー』、『アベンジャーズ/インフィニティ・ウォー』、『ガーディアンズ・オブ・ギャラクシー ホリデー・スペシャル』、『ガーディアンズ・オブ・ギャラクシー:VOLUME 3』
古代セレスティアルのエソン・ザ・サーチャーの死骸の頭部をくり抜いて居住地にした採掘コロニー。数百年前にタニリーア・ティヴァン/コレクターたちが、潤沢な資源（エソン・ザ・サーチャーの頭蓋骨内の各器官や有機物質）を銀河の闇市場へ高値で取引したことにより栄え、現在でも住民たちは頭蓋骨内の採掘によって生計を立てているほか、宝目当てのならず者の溜まり場となっており、貧民と思しき子どもの姿も見られる。ティヴァンのコレクションルームや、ホログラムゲームが置かれた賭博場、髄液で満たされたプール、“マイニング・ポッド”の駐機場などが点在する。
長年ティヴァンが支配し、銀河座標“M3RD 17H17211 + 2121224”に位置していたが、ザ・ブリップ後の現代では、ガーディアンズがティヴァンからこのコロニーを買い取ったことで、ガーディアンズの活動拠点となり、居住区にガーディアンズ本部が置かれ、コロニー本体も宇宙航行が可能となるよう改造が施されるなど、再開発が進んでいる。
コレクションルーム
かつてティヴァンが営んでいた、彼のコレクションである様々な物品や生物を保管・展示するショップ。
2014年にキルン刑務所を脱獄したクイルたちは、ティヴァンにオーブを売るためにこのコロニーを訪ね、休息後にコレクションルームでティヴァンと取引を試みるが、オーブの中身のパワー・ストーンの能力を知ったカリーナがストーンを握ったことで発生した大爆発に巻き込まれたほか、ドラックスに呼び寄せられたロナンらや、クイルを追ってきたラヴェジャーズに見つかってしまい、一悶着を起こす。
2018年には、ガーディアンズがソーから「“リアリティ・ストーン”は今、ノーウェアにいるコレクターに預けている」と聞かされたことで、サノスの目論見を阻止すべく再訪した。しかし、クイルたちが訪れた時には既にリアリティ・ストーンを入手したサノスの手によって壊滅していた。
“アース21818”にも同等の採掘コロニーが存在し、ティヴァン/コレクターが拠点としていることから、地球暦2008年に彼と“ラヴェジャーズ”が繰り広げた“エンバーズ・オブ・ジェネシス”争奪戦の舞台となり、最終的にはエンバーズによって出現・急成長した複数の巨大な蔓が覆い尽くされる。

#### メンバー
ピーター・ジェイソン・クイル / スター・ロード
ガーディアンズ結成時からの一員でリーダー。“天人”の父エゴと地球人の母メレディス・クイルとの間に生まれたハーフ。ハイ・エボリューショナリー打倒後、チームを脱退し、地球に帰郷する。
ガモーラ
結成時からの一員。幼少期の頃から養父のサノスにより殺し屋として育成された“ゼホベレイ”。後にサノスによって、“パワー・ストーン”を得るための犠牲にされてしまった。
ドラックス
結成時からの一員である、パワー・ファイターの宇宙人。愛する家族を殺したロナンとサノスへの復讐を誓っている。
グルート
“フローラ・コロッサス”（樹木型ヒューマノイド）。結成時からの一員だった先代グルートと、 先代の死後に誕生した現代のグルートの双方が存在する。
ロケット
結成時からの一員である、違法な遺伝子操作でアライグマの姿に改造された、元賞金稼ぎ兼傭兵。グルートとは無二の親友にして相棒。ハイ・エボリューショナリー打倒後、新生ガーディアンズの新リーダーを直々に指名される。
マンティス
他人の感情を読み取ったり感情を操ったりするエンパシー（共感能力）を持つ宇宙人の女性。かつてはエゴに仕えていたが、彼の野望を止めるための戦いに協力し、ガーディアンズの一員となる。ハイ・エボリューショナリー打倒後、チームを脱退し、銀河の旅に出る。
ネビュラ
サノスにより殺し屋として育成・サイボーグ化された“ルフォモイド人”。幼少期の恨みから義姉のガモーラや養父のサノスへの復讐を誓っている。サノスの群勢との最終決戦後にガーディアンズの一員となる。
クラグリン・オブフォンテリ
ヨンドゥの片腕である“ザンダー星人”。ザンダーやエゴでの戦いでヨンドゥと共にガーディアンズに協力し、サノスの群勢との決戦後にガーディアンズのサポート要員となり、ハイ・エボリューショナリー打倒後、新生ガーディアンズの主要な一員となる。
コスモ
白い宇宙服とヘルメットを身につけた宇宙犬。“ザ・ブリップ”後にガーディアンズのサポート要員となり、ハイ・エボリューショナリー打倒後、新生ガーディアンズの主要な一員となる。
アダム・ウォーロック
演 - ウィル・ポールター、日本語吹替 - 武内駿輔
“ソヴリン人”の女王アイーシャによって誕生したソヴリン人。コズミック・エネルギーによる飛行能力と怪力を持っている。ハイ・エボリューショナリー打倒後に、ロケットが率いる新生ガーディアンズの一員となる。
フィラ
演 - カイ・ゼン
オルゴスコープに囚われていた少女。ハイ・エボリューショナリー打倒後にガーディアンズに救出され、ロケットが率いる新生ガーディアンズの一員となる。
ブラープ
声 - ディー・ブラッドリー・ベイカー
かつてラヴェジャーズのメンバーの一人が連れていたペット。ハイ・エボリューショナリー打倒後に新生ガーディアンズの一員となる。

#### ツール・ビークル
スター・ロードのツール
“スター・ロードのヘルメット”や、“クアッドブラスター”をメインツールとし、その他にも多様なガジェットを駆使する。

ガモーラの武器
“ゴッドスレイヤー”を愛剣とし、“スイッチブレード”も持つ。

ドラックスの短剣
ドラックスが振るう2振りのナイフ。
ロケットのツール
“レーザーキャノン”などの多数の銃火器や武器を好んで行使し、“航海パネル”も使いこなす。

グラビティ・マイン（Gravity Mine）
登場作品：『ガーディアンズ・オブ・ギャラクシー』、『ガーディアンズ・オブ・ギャラクシー:リミックス』、『アベンジャーズ/インフィニティ・ウォー』
クイルやロケットが使用する重力地雷。起動させて投げ付けた地面や壁に貼り付き、強力な重力波を発生させて、周囲の物体を地雷本体に引き寄せ吸着させる、若しくは弾き飛ばす。コントローラーによって放出する重力波を出力調節できるタイプも存在する。
クイルは“モラグ”や“タイタン”での戦いで、ロケットは“ベアハート”での“ラヴェジャーズ”迎撃にそれぞれ使用。
ハドロン・エンフォーサー（Hadron Enforcer）
登場作品：『ガーディアンズ・オブ・ギャラクシー』
ロケットがミラノ号の限られた部品で開発した、肩掛け式の大砲。上部にターゲットサイトが搭載されており、月をも砕く砲弾を放つ。最初はドラックスがクイルたちを救うために“エクレクター号”へ砲口を向けるも発砲せずに終わり、ザンダーでの戦闘ではクイルがロナンへの奇襲攻撃に発砲したが、全くダメージを与えられなかった。3度目には再びドラックスが発砲し、ロナンの“コスミ・ロッド”を破壊することに成功する。
エアロ・リグ（Aero-Rigs）
登場作品：『ガーディアンズ・オブ・ギャラクシー:リミックス』
ロケットによって新開発された、ボディアーマー型のジェットパック。ガモーラは「“ジェット・ロケット”」と呼称する。携行時は携帯端末型だが、使用者の背中に接着してスイッチを入れると、使用者の体格に合わせて展開・装着され、搭載された小型エンジンにより、長時間の飛行が可能となる。
数人分作られ、グルート以外のガーディアンズのメンバーが使用したほか、ロケットから借り受けたヨンドゥ・ウドンタもクイルを救うために使用する。
ホログラフィック・スペーススーツ（Holographic Space Suits）
登場作品：『ガーディアンズ・オブ・ギャラクシー:リミックス』
ロケットによって新開発された、簡易的宇宙服。本体は掌大サイズの円盤型で、これを使用者の身体に接着してスイッチを入れると、使用者の身長と体格に合わせた宇宙服状のバリヤーが使用者の全身を包み込み、宇宙空間での活動が可能となる。普段はミラノ号内に格納され、ロケットが携帯している。
ドラックスが“ソヴリン”の艦隊に対抗するために使用したほか、ヘルメットを失った状態で宇宙空間に出たクイルに、ヨンドゥが1つだけしかなかったこのツールを譲る。
アニュラックス電池時限爆弾
登場作品：『ガーディアンズ・オブ・ギャラクシー:リミックス』
ロケットがエゴを倒すために、あり合わせの部品で作り上げた時限爆弾。“アニュラックス電池”をエネルギー源とするため、非常に強力な破壊力を持つが、何故かロケットは時限装置だけでなく、押した瞬間に爆破するボタンも取り付けた。
エゴの核を爆破するためにロケットは、ベビー・グルートにこの爆弾を運搬・設置させるよう説明・指示したものの、ベビー・グルートはロケットの説明を誤解したまま持って行ってしまった。しかしエゴの猛攻も潜り抜けて、辿り着いたコアに爆弾を仕掛けると、押してはいけないと説明されたボタンに入っていた亀裂が目印となって、ベビー・グルートは時限装置を起動させることに成功する。
ナノボット・ウェルダー（Nanobot Welder）
登場作品：『ガーディアンズ・オブ・ギャラクシー:リミックス』
ロケットがミラノ号の修理に使用した、高性能ナノマシン照射装置。形状は園芸用の農薬噴霧器のようで、修理対象の完全な形状を記憶させ、燐光状のナノマシンを射出口から放ち、対象の破損個所に当てることで、修理対象を新品同様に修繕する。劇中描写から誰にでも簡単に使用できるように見えるが、これを扱うためには専門知識や時間、そして忍耐力が必要である。
Mシップ
ミラノ号（Milano）
登場作品：『ガーディアンズ・オブ・ギャラクシー』、『ガーディアンズ・オブ・ギャラクシー:リミックス』
クイルがMシップの1機を自身専用にアナログ改造し、10歳の頃から操縦していた愛機で、ガーディアンズの最初の活動拠点となる宇宙船。本機の名前の由来は、幼少期のクイルが夢中だった1980年代の歌手兼女優のアリッサ・ミラノにちなんでいる。基本性能や武装は他のMシップと大差ないが、機体色は青とオレンジ色のラインで、内部は二階層となっており、上層はフライト・デッキ、下部はガモーラから「不潔」と指摘されているものの、ニュースも観られるモニターと通信機能が備わったテーブル、カセットプレイヤーやブラックライトが取りつけられているなど、日用品が揃った居住空間となっている。また、クイルが少年時代に地球から拉致された際に、背負っていたリュックの中に入っていたと思しき野球カードやトロルの人形など80年代のグッズがインテリアとして飾り付けられている。さらに、後部ハッチの破損などに対処するための隔壁用エナジー・シールド、ワイヤーロープ、捕虜の捕縛設備もあり、ガーディアンズ結成後はライフルと前述のスペーススーツの格納スペースも追加された。
モラグから、ザンダーでの戦闘まで、クイルやガーディアンズの愛機として活躍したが、“ ダーク・アスター”の右舷に特攻して中破した後に、ダーク・アスターの墜落で大破する。だが“ノバ軍警察”によって修復され、ガーディアンズの元に戻る。
数ヶ月後にはソブリンの艦隊の襲撃を受け、振り切ろうとするものの、相手の執拗な攻撃や多数の小隕石の激突に、クイルとロケットの操縦合戦までが重なったことで大ダメージを被り、ベアハートへ墜落しながら各部が剥げ落ち、地上に激突し大破した。その後ロケットによって修理作業が行われるが、途中で彼らがラヴェジャーズに捕まったため、本機の残骸はベアハートに放置されたままとなる。
ベネター号（Benatar）
登場作品：『アベンジャーズ/インフィニティ・ウォー』、『アベンジャーズ/エンドゲーム』
大破したミラノ号に代わってガーディアンズの活動拠点及び移動手段となった、新たなMシップ。本機の名前の由来は、1979年のシングル”Heartbreaker”でブレイクした女性シンガー、パット・ベネターにちなんでいる。基本性能や武装はミラノ号や他のMシップと大差ないが、ミラノ号よりも大型で、機体色はオレンジを基調としている。具体的な入手経路は不明。
デシメーション後には、消滅を免れたロケットやネビュラのほか、アベンジャーズのヒーローたちにも移動手段として運用され、“タイム泥棒”の際には“ピム粒子”によって縮小されてクリント・バートン/ホークアイが携行・操縦した。サノスの群勢が倒された直後には復活したガーディアンズの元に還る。
スペース・ポッド
登場作品：『アベンジャーズ/インフィニティ・ウォー』、『アベンジャーズ/エンドゲーム』
ベネター号に設置された脱出用小型ポッド。
ソー、ロケット、グルートが“ニダベリア”への移動手段として搭乗・運用したものは、1台の操縦席と2台の座席の計3人分の座席がコクピットの中に配置されていた。グルートは本機にトイレが無いことに不満を訴えている。ニダベリアでロケットは、ソーとの協力で本機を操縦して超巨大リングを解凍。ニダベリアを再起動させる。
タイム泥棒では、上述のものとは異なる形状の機体が登場し、2014年にタイムトラベルしたジェームズ・“ローディ”・ローズ/ウォーマシンとネビュラが乗り込み、ベネター号でヴォーミアに向かったナターシャとクリントとの中継船としてモラグに降り立った。しかし、2023年への帰還に失敗し、当時のサノスらに作戦を知られたと気付いてナターシャたちに連絡しようとしたネビュラと共に、“サンクチュアリII”へ吸引されてしまう。

#### 関係者・勢力・協力者
ラヴェジャーズ（ヨンドゥの部隊）
ヨンドゥ・ウドンタ
ラヴェジャーズの一部隊を率いる“ケンタウリ人”。幼少期のクイルを拉致して、宇宙海賊に仕立て上げた人物である。ザンダーや惑星“エゴの星”での戦いでガーディアンズと共闘し、後者の際に命を落とす。
アベンジャーズ
ソー
北欧神話の雷神“トール”のモデルであり、“アスガルド”の王だった・“オーディン”の息子にして、ガーディアンズがはじめて出会ったアベンジャーズの一員。“ワカンダ”や“アベンジャーズ・コンパウンド”跡地での大決戦で、ガーディアンズと共闘する。決戦後は、一時的にチームに参加していたが、各世界で神が殺されていることを知り離脱。
トニー・スターク / アイアンマン
大富豪の天才発明家であり、自らが開発した最新鋭のパワードスーツを装着して戦う“アイアンマン”。タイタンでの戦いやアベンジャーズ・コンパウンド跡地での大決戦で、ガーディアンズと共闘する。
ピーター・パーカー / スパイダーマン
放射能を浴びたクモに噛まれた影響で、クモの特殊能力を得た高校生ヒーロー。タイタンでの戦いやアベンジャーズ・コンパウンド跡地での大決戦で、ガーディアンズと共闘する。
スティーヴン・ストレンジ / ドクター・ストレンジ
交通事故で神の手と呼ばれた医療技術を失い、魔術の道に転身した元天才外科医の魔術師。タイタンでの戦いやアベンジャーズ・コンパウンド跡地での大決戦で、ガーディアンズと共闘する。
コーグ
ソーの友人の“クロナン人”。サノスの群勢との最終決戦後よりソーと共に一時的にチームへ参加。そして、ソーと同様の理由で離脱。

#### 『ホワット・イフ...?』版
現在のところ、“アース29929”にのみ、アース616のものと異なるガーディアンズ・オブ・ギャラクシーの存在が描写されている。確認できたメンバーは、ピーター・クイル/スター・ロード、ガモーラ、ドラックスの3名のみである。

#### 各作品での活躍
『ガーディアンズ・オブ・ギャラクシー』
本作でMCU初登場。
ザンダーに居合わせていたクイル・ガモーラ・グルート&ロケットは、“パワー・ストーン”を納める“オーブ”やクイルにかけられた懸賞金を巡って三つ巴の騒動を起こしたことで、キルン刑務所に収監されてしまった。
しかし、オーブを売って得た大金の山分けを条件に、一同は手を組み、別の罪状で収監されていたドラックスも同伴させてキルン刑務所の脱獄に成功。ノーウェアでティヴァンにオーブを売り払おうとするが、ストーンの暴発で売却に失敗し、自棄を起こしたドラックスが呼び寄せたロナンらとの争いで、オーブを奪われてしまった。
クイルはガモーラが生命の危機に晒されたことで彼女を救う代わりに、自身を追って来たヨンドゥらに身を差し出し、ヨンドゥから戒められるも、 ロナンからオーブ/パワー・ストーンを取り返すためにラヴェジャーズの協力を取り付け、再び集って団結した5名は本格的なチームを結成。ザンダーでのロナンらとの激戦でクイルたちは、ラヴェジャーズとノバ軍警察の協力を得て敵艦のダーク・アスターへ突入した。ドラックスがコラス・ザ・パーサーを倒し、ガモーラとの激戦でネビュラを逃亡させるが、ストーンの力を得たロナンに苦戦を強いられる。ロケットの特攻でダーク・アスターを撃沈させるも、捨て身で仲間たちを救ったグルートが絶命してしまった。それでも生き延びていたロナンがストーンの力でザンダーを滅ぼそうとすると、クイルたちは機転を利かせてストーンを奪還し、その力でロナン撃破に成功した。
事後は、ノバ軍警察によってメンバー全員が前科を抹消され、「良いことも悪いことも両方やろう」と決めて新たな旅へと飛び立った。そして、グルートが残した破片の小枝から、新たなグルートが誕生する。
『ガーディアンズ・オブ・ギャラクシー:リミックス』
本作では、 ロナン打倒から2〜3ヶ月後の出来事が描写される。
ソヴリンで引き受けたアニュラックス電池の警備し、宇宙怪獣アビリスクの打倒を達成させ、アイーシャから捕われていたネビュラの身柄を引き取るも、ロケットがソヴリン人を批評して電池をくすねたことでアイーシャの逆鱗に触れ、宇宙空間に出たところをソヴリン艦隊に追い詰められてしまった。そこに現れて救ってくれたエゴやマンティスと出会い、実父として息子と触れ合いたいと話す彼の星へクイル、ガモーラ、ドラックスが向かい、ミラノ号修理のためロケットとベビー・グルートは、ネビュラの監視も兼ねてベアハートに残った。
ロケットは、アイーシャの依頼を受けて駆け付けたラヴェジャーズに応戦し、その最中にネビュラの介入も利用したテイザーフェイスらのヨンドゥに対する反逆に巻き込まれてベビー・グルートと共にラヴェジャーズに捕まってしまった。しかしロケット&ベビー・グルートは、エゴがクイルと邂逅したと知ったヨンドゥやクラグリンと手を組み、テイザーフェイスらの討伐すると、エクレクター号を脱出してエゴの星に向かった。
一方エゴの星で、クイルは天界人の使命を説くエゴの考えに傾倒し、平常心を失いかけた。だがネビュラと和解したガモーラたちがマンティスからエゴの野望を聞かされ、クイルもメレディスの死の真相を知ると、チーム一同はエゴと再度襲撃してきたソヴリン艦隊からの猛攻を受けることになった。クイルたちにロケットたちが合流すると、 ソヴリン艦隊を全滅させ、仲間たちを避難させたクイルは、秘められた超常的な力を解放してエゴと激しい肉弾戦を展開。その末にエゴはベビー・グルートが仕掛けた爆弾で滅びた。
力を失って崩壊間際の星に取り残されたクイルはヨンドゥの決死の活躍に救われ、ラヴェジャーズ全隊が催した彼の葬儀に立ち会う。
『アベンジャーズ/インフィニティ・ウォー』
本作では、アベンジャーズをはじめとする地球のヒーローたちと共闘して、サノスの群勢に挑む。
銀河を航行中に救難信号を受信して発信先に向かうと、救出したソーからサノスが“インフィニティ・ストーン”を求めて動き出したと知らされ、サノスより先にストーンを回収すべく、ロケットとグルートはソーの新武器入手のためにニダベリアへ飛び、クイル、ガモーラ、ドラックス、マンティスはリアリティ・ストーンがあるノーウェアへ向かった。
クイルたちはノーウェアでサノスを奇襲するも、既にリアリティ・ストーンを奪っていたサノスに一蹴され、彼にガモーラも拐われてしまった。その後ネビュラの連絡で向かったタイタンにてお互いの誤解からトニーたちと対立するも、彼らがアベンジャーズで共通の敵がサノスであると知ると和解し彼らと団結した。
ソーと共にニダベリアに到着したロケット&グルートは、現地に取り残されていたエイトリやソーと力を合わせて、凍らされていたニダベリアを解凍・復旧し、ソーの新武器である“ストームブレイカー”を完成させた。そのままソーと3人で、“マインド・ストーン”を巡って大乱闘が繰り広げられていた地球のワカンダに降り立ち、地球のヒーローたちに加勢した。
タイタンでは、ストーンがはめこまれたサノスの“インフィニティ・ガントレット”を奪い取る作戦を一同は展開し、ガントレットを外せる直前までサノスを一時的に捕縛したが、サノスがガモーラを犠牲にしたと打ち明けると、作戦を立てたクイル自身が取り乱してサノスの拘束を解くという失態を演じてしまった。
“タイム・ストーン”入手を果たしたサノスがワカンダへテレポートすると、グルート&ロケットはサノスのマインド・ストーン奪取を阻止しようとするも、相手のインフィニティ・ストーンの力に太刀打ちできずに終わり、やがてサノスが6個全て揃えたストーンの力で発動させたデシメーションにより、クイル・ドラックス・グルート・マンティスは塵と化し、消滅してしまう。
『アベンジャーズ/エンドゲーム』
本作では、消滅を免れたロケットがネビュラと共に、同じく消滅を免れたアベンジャーズをはじめとする地球のヒーローたちに協力し、全編に渡って活躍する。
デシメーションから22日後の惑星“0259-S”でのサノス襲撃や、5年後には、アベンジャーズのタイム泥棒にロケットとネビュラが参加。後者の際の尽力で、クイル・ドラックス・グルート・マンティスは復活し、クライマックスにおける2014年からタイムトラベルしてきたサノスの群勢との決戦の際に、戦地となったアベンジャーズ・コンパウンド跡地に登場。2014年時のガモーラも参戦した。
トニーによってサノスの群勢が消滅し、戦いが終わると、ガモーラ以外のチームの面々やネビュラはトニーの葬儀に参列し、その後ソーが同伴する形で再び銀河の旅へ出る。
『ホワット・イフ...?』シーズン1第8話
アース29929におけるガーディアンズが登場。ソヴリンにおいて、襲撃してきたウルトロン軍団に戦いを挑むも、相手が起こした惑星の滅亡に巻き込まれる。